# Девід Вайнленд
Девід Вайнленд (англ. David J. Wineland; нар. 24 лютого 1944 року) — американський фізик, лауреат нобелівської премії з фізики 2012 року (спільно з Сержем Арошем) з формулюванням за «створення проривних технологій маніпулювання квантовими системами».

## Біографія
Девід Вайнленд народився 24 лютого 1944 року в столиці штату Вісконсин Мілвокі. 1961 року закінчив школу Енсіна, розташовану в Сакраменто. 
1965 року в Каліфорнійському університеті в Берклі він отримав ступінь бакалавра, а 1970 року в Гарвардському університеті — ступінь PhD. Його дисертація була присвячена мазерам на атомарному дейтерії. Після цього Вайнленд працював в групі Ганса Георга Демельта в Вашингтонському університеті.
1975 року Вайнленд влаштувався в Національне Бюро Стандартів, нині інститут NIST в Боулдері. сферою його досліджень була оптика і, зокрема, лазерне охолодження іонів в квадрупольних іонних пастках (Quadrupole ion trap) з подальшим використанням захоплених іонів для виконання квантових обчислень.
Вайнленд є членом Американського фізичного товариства та Американського оптичного товариства. 1992 року він був обраний членом Національної академії наук США.

## Премії та нагороди
- 1990 — Премія Девіссона-Джермера
- 1990 — Премія Меггерса
- 1996 — Медаль Ейнштейна
- 1998 — Премія Рейб[5]
- 2001 — Премія Артура Шавлова[en][6]
- 2007 — Національна наукова медаль США[7]
- 2008 — Премія Герберта Волтера[8]
- 2010 — медаль Бенджаміна Франкліна
- 2012 — Нобелівська медаль з фізики (спільно з Сержем Арошем)